# The High Fructose Adventures of Annoying Orange
The High Fructose Adventures of Annoying Orange (no Brasil: A Laranja Irritante) é uma série de computação gráfica baseado nos personagens da popular websérie The Annoying Orange criado por Dane Boedigheimer e Spencer Grove, e que é desenvolvida para a televisão pelo mesmo Dane Boedigheimer, com Tom Sheppard, para o Cartoon Network. Atualmente está sendo produzido pela empresa de DaneBoe, Gagfilms, junto com a empresa de gestão de The Collective e os estúdios 14th Hour Productions. Uma prévia foi ao ar em 28 de maio de 2012, e a estreia oficial foi em 11 de junho de 2012.

## Produção
Dane Boedigheimer declarou em 2010 que ele estava trabalhando com Tom Shepherd para fazer um piloto em dezembro de 2010 no Projeto Partners. A série de TV foi anunciada em abril de 2011. A série foi produzida por Conrad Vernon e escrito por Tom Shepherd. O show contém todos os principais personagens da série da Internet. Uma olhadinha foi ao ar em 28 de maio de 2012 sobre Cartoon Network. O show estreou em 11 de junho de 2012. O único personagem principal humano, Nerville, é interpretado por Toby Turner. No Brasil estreou no Cartoon Network Brasil em 9 de Setembro de 2013. Em Portugal estreou no RTP1 em 1 de outubro de 2013.

## Sinopse
Laranja, o mais irritante do mundo, dedica sua vida a fazer piadas com trocadilhos. Em vez de morar na cozinha, agora, vai morar no carrinho do supermercado, pois agora tem um amigo humano chamado Nerville, dono da mercadoria. Nesse filme, Laranja é pouco mais sério, maduro, mais inteligente e mais heróico do que na websérie.

## Personagens
- Laranja (dublado por Dane Boedigheimer) - O principal protagonista da série. Ele é chato, desagradável, e parcial para trocadilhos terríveis. Mas no fundo, laranja significa sempre bem, mesmo que o tédio muitas vezes arrasta seus amigos em aventuras malucas.
- Pêra (dublado por Dane Boedigheimer) - Pêra é o melhor amigo da Laranja, e muitas vezes ele se destaca como a única voz da razão na barraca de frutas. As tentativas de Pêra para falar com Laranja sobre suas ideias mais selvagens nunca funcionaram.
- Maracujá (dublada por iJustine) - Muitas vezes referida como "Paixão", ela é adorável, pragmática e inteligente. Então, por que Maracujá tem uma grande paixão da Laranja? Não é nenhum segredo que ela gosta dele, exceto a Laranja, que permanece completamente alheio.
- Maçã (Dublado por Harland Williams) - É o amigo do Laranja. É sempre alvo das piadas do Laranja porque ele é uma maçã.
- Toranja (dublado por Robert Jennings) - É o amigo e rival do Laranja. Quando tenta conquistar o coração da Maracujá, faz o Laranja ficar com ciúmes. Ele tenta fazer coisas que são melhores que as coisas que o Laranja faz, exceto fazer piadas irritantes, risadas irritantes e ser mais irritante do que o Laranja porque o Toranja não gosta e detesta isso, fazendo-o irritado.
- Vovô Limão (dublado por Kevin Breuck) - É o limão idoso que fica quase sempre dormindo o dia inteiro.
- Maçã Anã (dublado por Dane Boedigheimer) - É a maçã pequenina que prefere ser chamada de Maçãzinha.
- Marshmallow (dublado por Dane Boedigheimer) -  É um mashmellow que fica sempre alegre, como também quando há problema, perigo ou tragédia.
- Nerville (dublado por Toby Turner) - É um vendedor de frutas que trabalha no armazém de frutas onde o Laranja e seus amigos moram. Ele tenta vender as frutas, mas não consegue. Toda vez que um ou mais corredores estiverem bagunçados, Nerville diz que vai limpar tudo porque ele tem mãos, acabando indo buscar um esfregão para limpar a bagunça.
- Liam - É um duende holandês e antagonista secundário, ele tenta destruir o Laranja, mas não consegue e também tenta destruir Nerville por não entrar no mercado de frutas e várias vezes se alia com o brócolis alienígena. Ele quase sempre se dá mal.
- Brócolis Alienígena - É o principal antagonista, que sempre tenta destruir a Terra, mas não consegue e seus planos sempre são frustrados pelo Laranja.

## Dublagens Originais
- Dane Boedigheimer como Laranja, Pera, Marshmallow e Maçã Anã
- iJustine como Maracujá
- Robert Jennings como Toranja
- Toby Turner como Nerville
- Harland Williams como Maçã
- Kevin Brueck como Vovô Limão

## Dublagens Brasileiras
- Mário Jorge como Laranja
- Márcio Aguena como Pêra
- Carol Crespo como Maracujá
- Alexandre Moreno como Toranja
- Carlos Comério como Maçã Anã
- Sérgio Moreno / Reinaldo Pimenta como Marshmallow
- Gutemberg Barros como Nerville
- Cláudio Galvan como Maçã
- Hércules Franco como Vovô Limão
- Luís Sérgio Navarro como Coco
- Luis Carlos Persy como Cenoura
- Eduardo Borgueth como Lester Banana
- Júlio Chaves como Milhokai
- Carlos Gesteira como Capitão Brócolis
- Charles Emmanuel como Pipoca
- Ronaldo Júlio como Monstro de Bala
- Yan Gesteira como Durião
- Felipe Drummond como Bola de boliche #1/Sherleek Homes

- Locutor como Cláudio Albuquerque
- Estúdio: Sérgio Moreno Filmes/Delart